# Sudrets pastorat
Sudrets pastorat är ett pastorat i Sudertredingens kontrakt i Visby stift på Gotland.
Det bildades 2018 av församlingarna Havdhems församling, Hoburgs församling samt Alva, Hemse och Rone församling.
Pastoratskod är 120304